# 森田美礼
森田 美礼（もりた みれい、1993年9月15日 - ）は、東京メトロポリタンテレビジョン（TOKYO MX）のアナウンサー。

## 来歴・人物
東京都出身。身長156cm。帝京高等学校、共立女子大学文芸学部卒業。ゴルフ部所属。
実家は千代田区にある老舗飲料会社を経営。大学在学中の2012年にはミス共立女子大学に出場し、グランプリに輝いた。
千代田区立麹町中学校の出身で中学時代は学級委員を務めていた。
帝京高校時代は野球部に所属し、高校野球東東京大会の試合アナウンスを担当した。この時、取材に来たアナウンサーが仕事に打ち込む姿を見て、その姿が本人にはとても輝いて見えたということで「私も高校野球を伝えられるアナウンサーになりたい」と思うようになる。野球部の同期には松本剛や伊藤拓郎がいた。後に帝京高校野球部OB総会でも総合司会を担当している。
2014年には、BSフジ学生キャスターを務める。なお、同期には元TBSアナウンサーの山本里菜がいた。2015年4月からは、フジテレビのホウドウキョクニュースのキャスターを務める。また、同年7月にはTOKYO MX『TOKYO MX NEWS 高校野球ハイライト』の公式応援サポーターとしてキャスターを務めている。このように、学生キャスターをしながらアナウンサーになれる可能性を探っていた。
2016年4月にはTOKYO MXに入社。TOKYO MXを志望した理由は「高校野球東西東京大会の中継をやっていることも大きかった」と話している。最初の配属は報道部で、警視庁担当記者を務め、記者として『TOKYO MX NEWS』に出演。その後、都庁や国政（政治）担当記者も経験している。入社3年目の時に上司から試しにと勧められてアナウンサーに転身、現在はTOKYO MXで唯一の社員アナウンサー。その後2017年10月から日曜日のニュース、月曜夜間のスタジオキャスターを担当。平日ニュースでは天気や中継に出演（不定期）。
2018年12月13日には麹町警察署の1日警察署長を担当（TOKYO MXでもその様子が放映されている）。
2022年12月3日、テニス選手の内山靖崇と結婚したことを発表した。
2024年に入り、第1子懐妊並びに産前産後休業入りとそれに伴う担当番組の降板を発表。なお休業後の職場復帰の意欲を明らかにしている。

## 現在の担当番組
- TOKYO MX news FLAG（2023年4月-）
  - キャスター

- news TOKYO FLAG（2020年4月1日 - ）
  - フィールドキャスター（ - 9月30日）
  - 金曜日メインキャスター（2020年10月2日 - ）
- Medical News Line（MedPeer Channel、2020年4月3日 - ） - 金曜日キャスター[11]

## 過去の担当番組
BSフジ
- BSフジニュース - 木曜日学生キャスター（2014年5月）
- ホウドウキョク - 日曜日キャスター

TOKYO MX
- TOKYO MX NEWS（2017年10月 - 2020年9月）
  - 日曜日18:00のニュース（2017年10月 - 2019年6月）
  - 平日20:56のニュース（2017年10月 - 2020年3月31日）
  - 月 - 木曜日20:56のニュース（2020年4月1日 - 2020年9月30日）
- TOKYO MX NEWS 高校野球ハイライト（2015年度[注 1]、2020年度） - キャスター

NHK
- 『あのころのわたしへ〜就活・生き方　語り合おう〜』出演（2024年3月31日）（NHKと民放各局の女性7人のアナウンサーと記者が集まったスペシャル座談会。伊東敏恵、鈴江奈々、森川夕貴、久保田智子、佐々木明子、佐々木恭子と共演）

その他
- 週刊ゴルフダイジェスト
- CanCam